# Andrea Lentini
Pour les articles homonymes, voir Lentini (homonymie).
Andrea Lentini est un karatéka italien né à Terni le 13 octobre 1964. Il est surtout connu pour avoir remporté l'épreuve de kumite individuel masculin moins de 75 kilos aux championnats d'Europe de karaté 1989 organisés à Titograd, en Yougoslavie.

## Résultats
| Résultat           | Date | Épreuve                   | Catégorie | Compétition                | Ville hôte               |
| ------------------ | ---- | ------------------------- | --------- | -------------------------- | ------------------------ |
| Médaille de bronze | 1988 | Kumite individuel open    | Seniors   | Championnats d'Europe 1988 | Gênes, en Italie         |
| Médaille d'or      | 1989 | Kumite individuel - 75 kg | Seniors   | Championnats d'Europe 1989 | Titograd, en Yougoslavie |